# Засульська сільська громада
Засульська сільська об'єднана територіальна громада — колишня об'єднана територіальна громада в Україні, в Лубенському районі Полтавської області. Адміністративний центр — село Засулля.
Площа громади — 604,3 км², населення — 16 573 мешканці (2018).
Утворена 10 серпня 2016 року шляхом об'єднання Березівської, Вищебулатецької, Войнихівської, Засульської, Литвяківської, Мацковецької, Мгарської, Михнівської, Новаківської, Оріхівської та Шершнівської сільських рад Лубенського району.
12 червня 2020 року громада була ліквідована і увійшла до Лубенської міської громади.

## Населені пункти
До складу громади входили 38 сіл:
- Барвінщина
- Березівка
- Вищий Булатець
- Вільшанка
- Войниха
- В'язівок
- Засулля
- Кононівка
- Кревелівка
- Крем'янка
- Куп'єваха
- Литвяки
- Луки
- Малий В'язівок
- Матяшівка
- Мацківці
- Мацкова Лучка
- Мгар
- Михнівці
- Назарівка
- Нижній Булатець
- Новаки
- Олександрівка
- Оріхівка
- Пишне
- Піски
- Покровське
- Пологи
- П'ятигірці
- Свічківка
- Солониця
- Стадня
- Терни
- Тернівщина
- Тотчине
- Чуднівці
- Шершнівка
- Шинківщина